# 阿爾森·薩格斯揚
阿爾森·薩格斯揚（1984年12月13日—）是一名亞美尼亞田徑運動員，曾代表國家參加2012年倫敦奧運的跳遠，並未獲得獎牌。

## 外部連結
- 阿爾森·薩格斯揚在的頁面